# Le Passage (Isère)
Le Passage ist eine französische Gemeinde mit 972 Einwohnern (Stand: 1. Januar 2022) im Département Isère in der Region Auvergne-Rhône-Alpes. Sie gehört zum Arrondissement La Tour-du-Pin und zum Kanton La Tour-du-Pin.

## Geographie
Die Gemeinde Le Passage liegt 32 Kilometer westlich von Chambéry und etwa 58 Kilometer ostsüdöstlich von Lyon. Die Bourbre begrenzt die Gemeinde im Osten und Südosten. Umgeben wird Le Passage von den Nachbargemeinden Saint-André-le-Gaz im Norden und Nordosten, Saint-Ondras im Osten, Chassignieu im Süden, Chélieu im Südwesten und Westen sowie Saint-Didier-de-la-Tour im Westen und Nordwesten.

## Bevölkerungsentwicklung
| Jahr                       | 1962 | 1968 | 1975 | 1982 | 1990 | 1999 | 2006 | 2013 | 2021 |
| -------------------------- | ---- | ---- | ---- | ---- | ---- | ---- | ---- | ---- | ---- |
| Einwohner                  | 360  | 343  | 339  | 431  | 516  | 648  | 749  | 783  | 937  |
| Quellen: Cassini und INSEE |      |      |      |      |      |      |      |      |      |

## Sehenswürdigkeiten
- Kirche Saint-Étienne
- Schloss Le Passage (le Château du Passage) aus dem 15. Jahrhundert, Umbauten aus dem 17. und 19. Jahrhundert, Monument historique. An der Stelle des heutigen Schlosses befand sich ab 1342 ein Festes Haus der Familie de Clermont, dessen Mauerwerk noch im rechten Teil des Schlosses vorhanden ist. Nach einem Prozess gegen König Ludwig XI. kam die Herrschaft an die Familie de Poizieu. Diese ließ ab 1650 das heutige Schloss errichten. 1731 erwarb Joseph Gallien de Chabons die Herrschaft und modernisierte die Innenausstattung im Rokokostil. Während der Revolution wurde das Schloss enteignet und seine Möbel verkauft. Erst 1818 erwarb es General Joachim-Jérôme Quiot du Passage und veränderte viele dekorative Elemente im Empirestil, so die Wände der Eingangshalle und des Treppenhauses. Im Giebel brachte er sein Wappen an. Marie-Joséphine Piégay wurde 1853 Eigentümerin, ihr Ururenkel Thierry de Saint-Romain besitzt das Schloss heute und lässt Renovierungen durchführen. Zuvor waren die Räume des Erdgeschosses zu besichtigen.

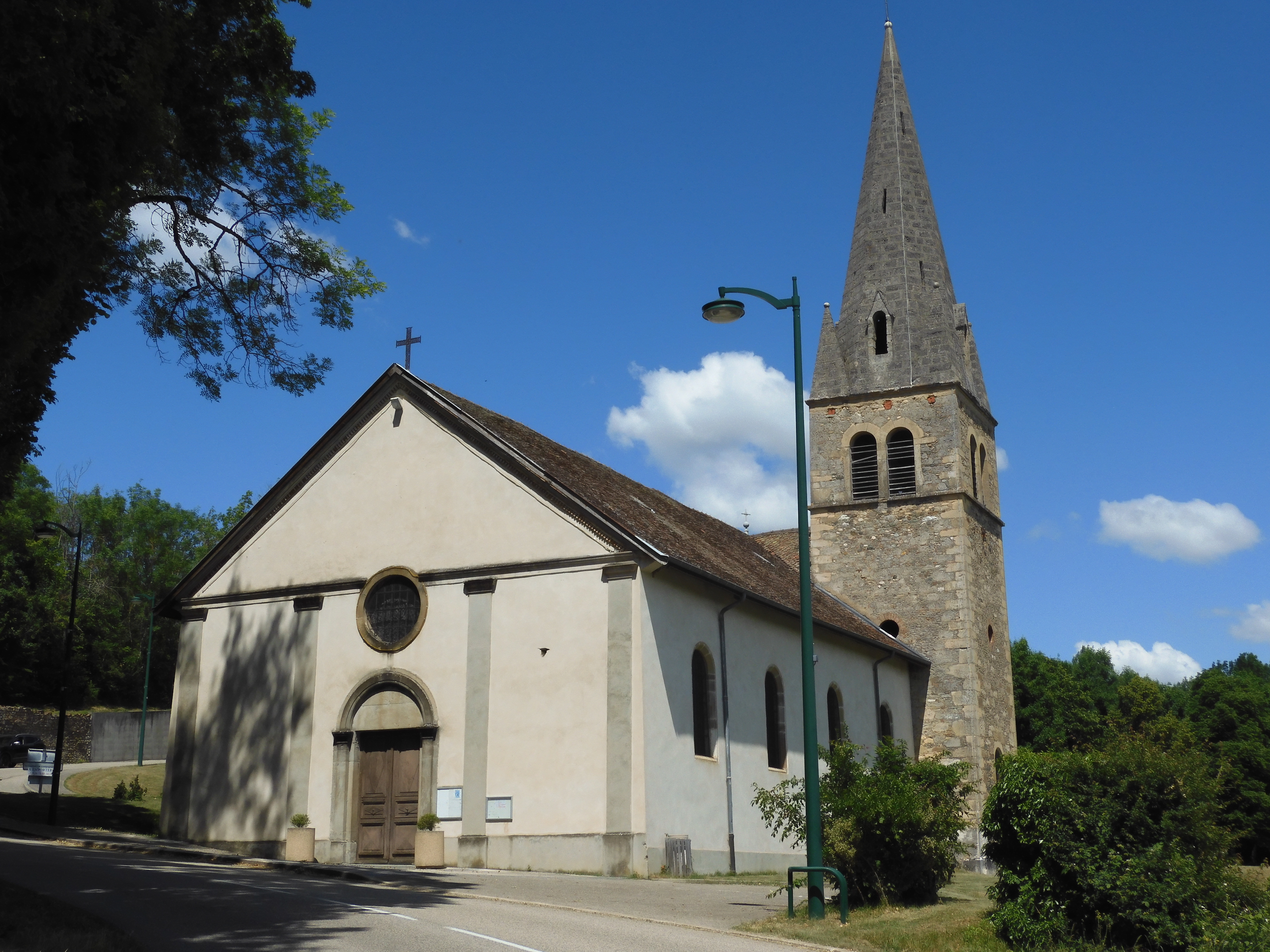
Kirche Saint-Étienne
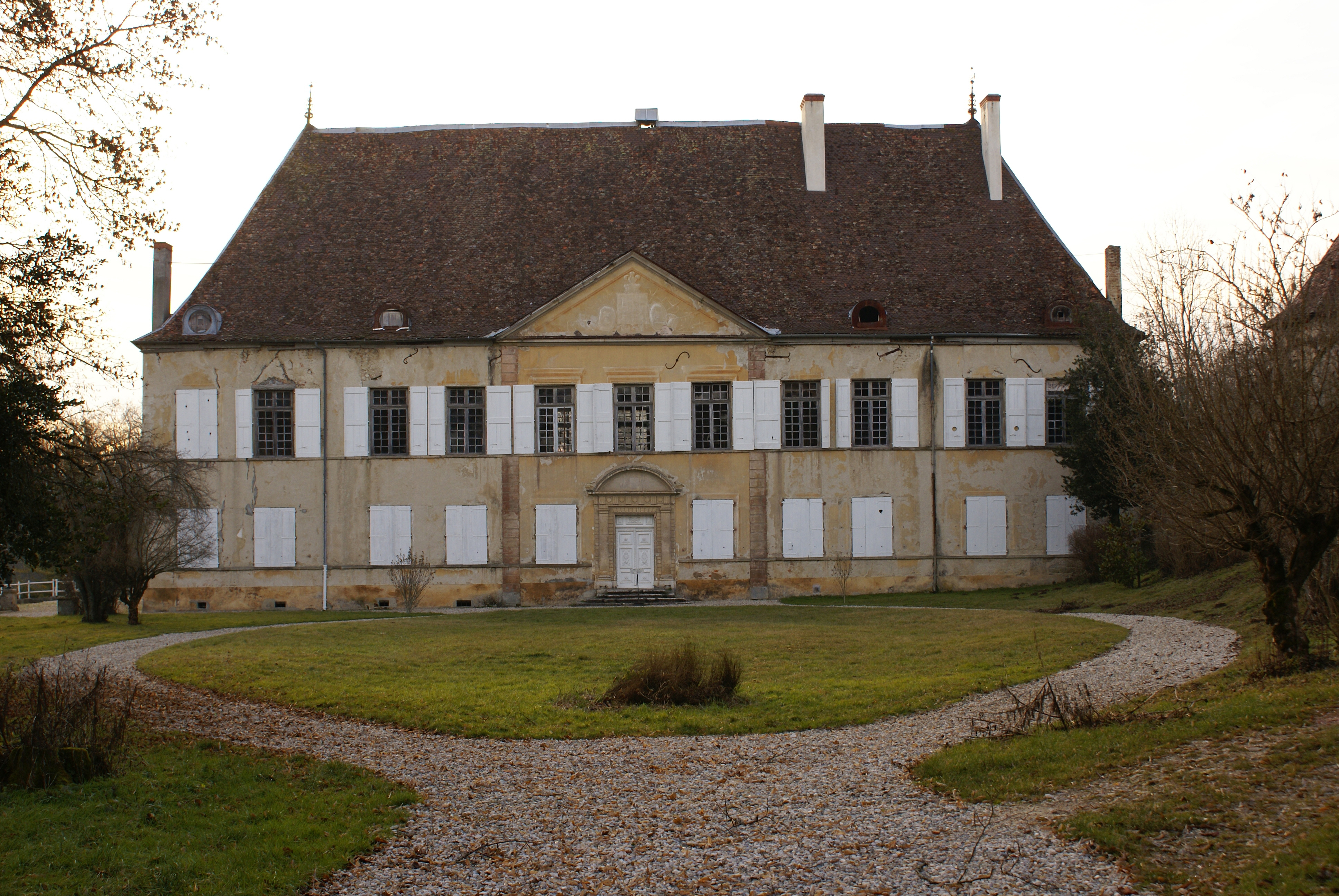
Schloss Le Passage
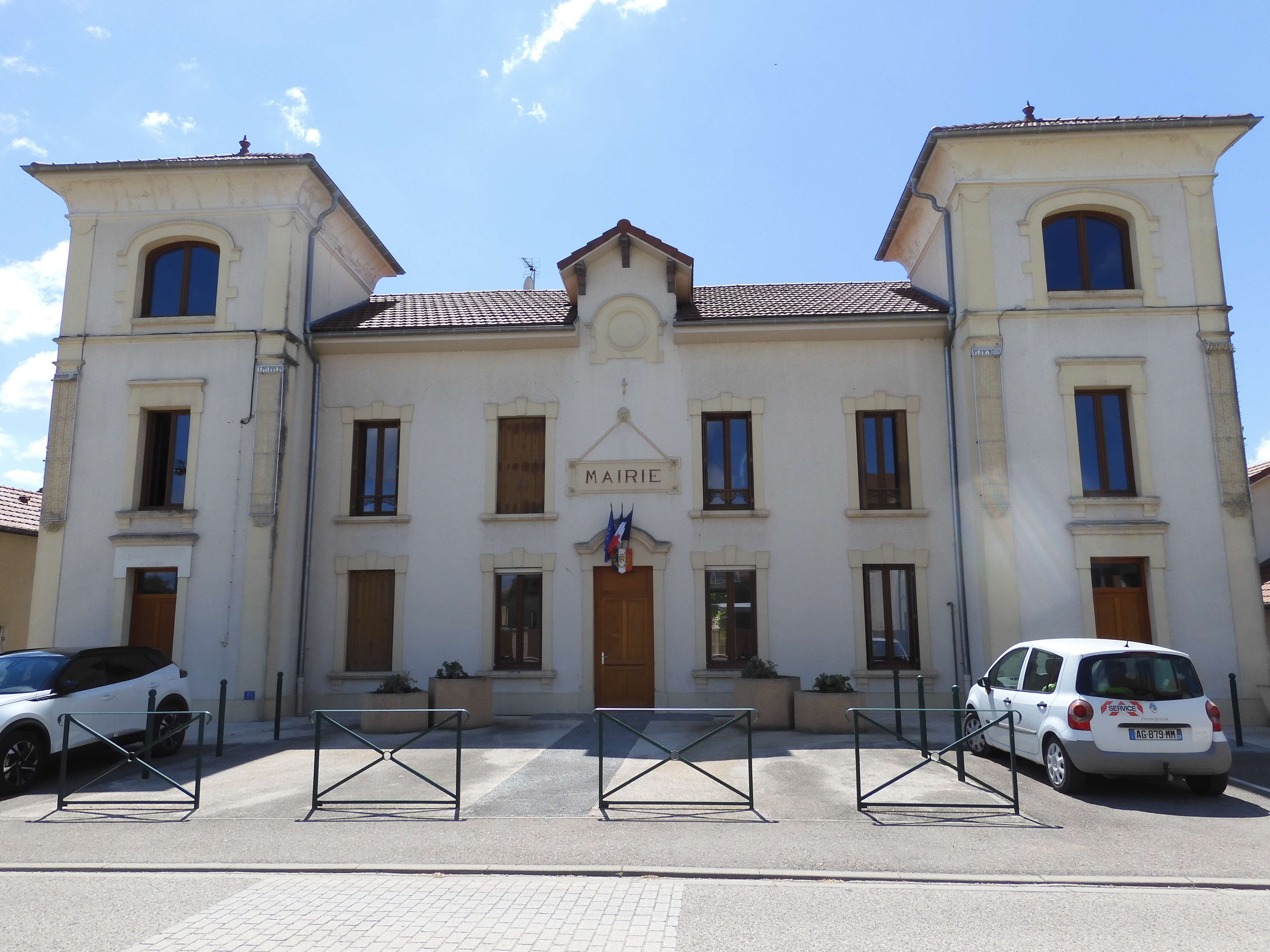
Rathaus (mairie)